# صفحة ثالثة ثقافية
الصفحة الثالثة الثقافية هي الاسم المعطى لثقافة التابلويد في الهند التي تغطي الحفلات في الهند، المجتمع العالي أو الطبقة العليا، وثقافة العاصمة، وعلى وجه التحديد مومباي، دلهي وبنغالور، والتي هي جميعا سمة من سمات الصفحات ثلاث صحف التابلويد.

## وصف
وينبع هذا المصطلح من ملاحق الصحف اليومية الملونة في الهند التي تظهر عادة في الصفحة الثالثة التي توثق الحفلات. الصفحة 3 ميزات انتشار الصور الملونة من المشاهير وثراء نوفو في الحفلات. تلك التي ظهرت في الصفحة 3 غالبا ما تشمل مصممي الأزياء والاجتماعيين والنماذج، ريميكس المغنيات الموسيقى وبراقة وغنية.
أصبحت الصفحة 3 ظاهرة نشأت من الإثارة.

## في الثقافة الشعبية
كانت ثقافة «صفحة 3» موضوع فيلم هندي من قبل مادور بهاندركار، الصفحة 3 (2005)، التي فازت بجائزة الفيلم الوطني لأفضل فيلم روائي طويل من بين جوائز أخرى.

## روابط خارجية
- "Tabloidization Of The Media: The Page Three Syndrome". Press Council of India. مؤرشف من الأصل في 2020-07-18.
- "'Page 3 culture stems from half-naked women'". MiD DAY. مؤرشف من الأصل في 2022-04-01.
- thehindubusinessline.com